# Mączniak prawdziwy

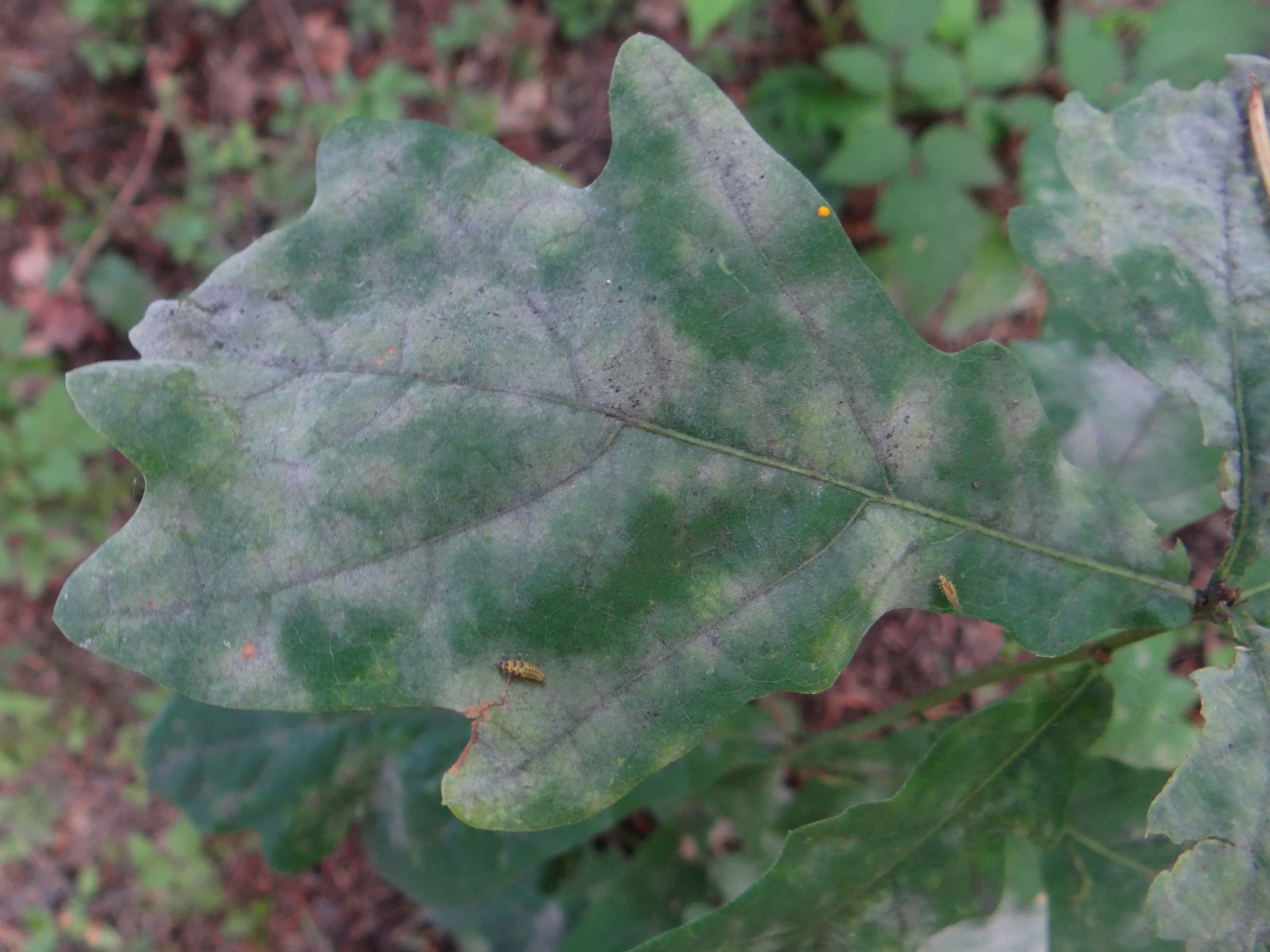
Objawy mączniaka prawdziwego dębu (biały nalot na liściach)

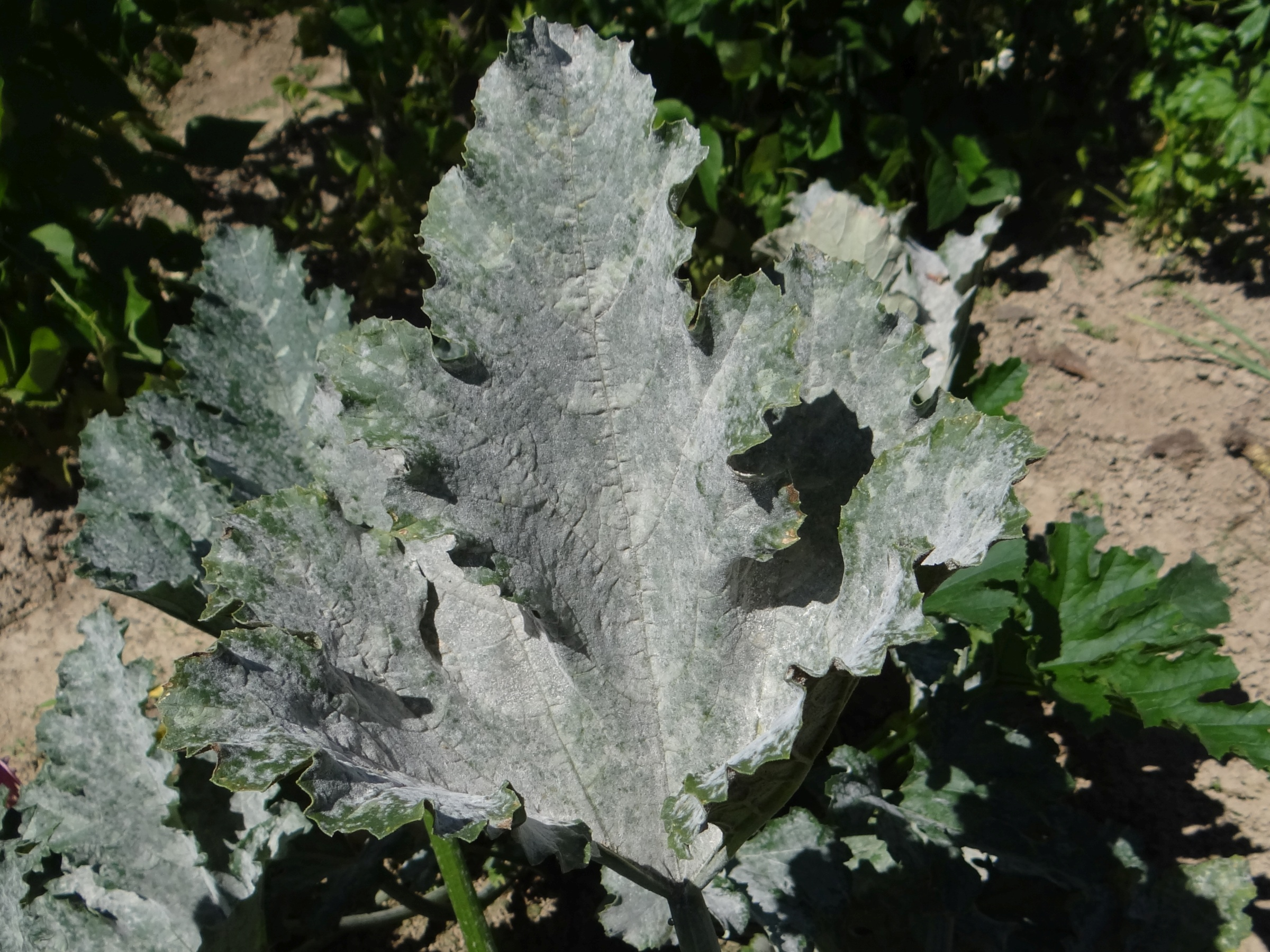
Objawy mączniaka prawdziwego dyniowatych na cukinii

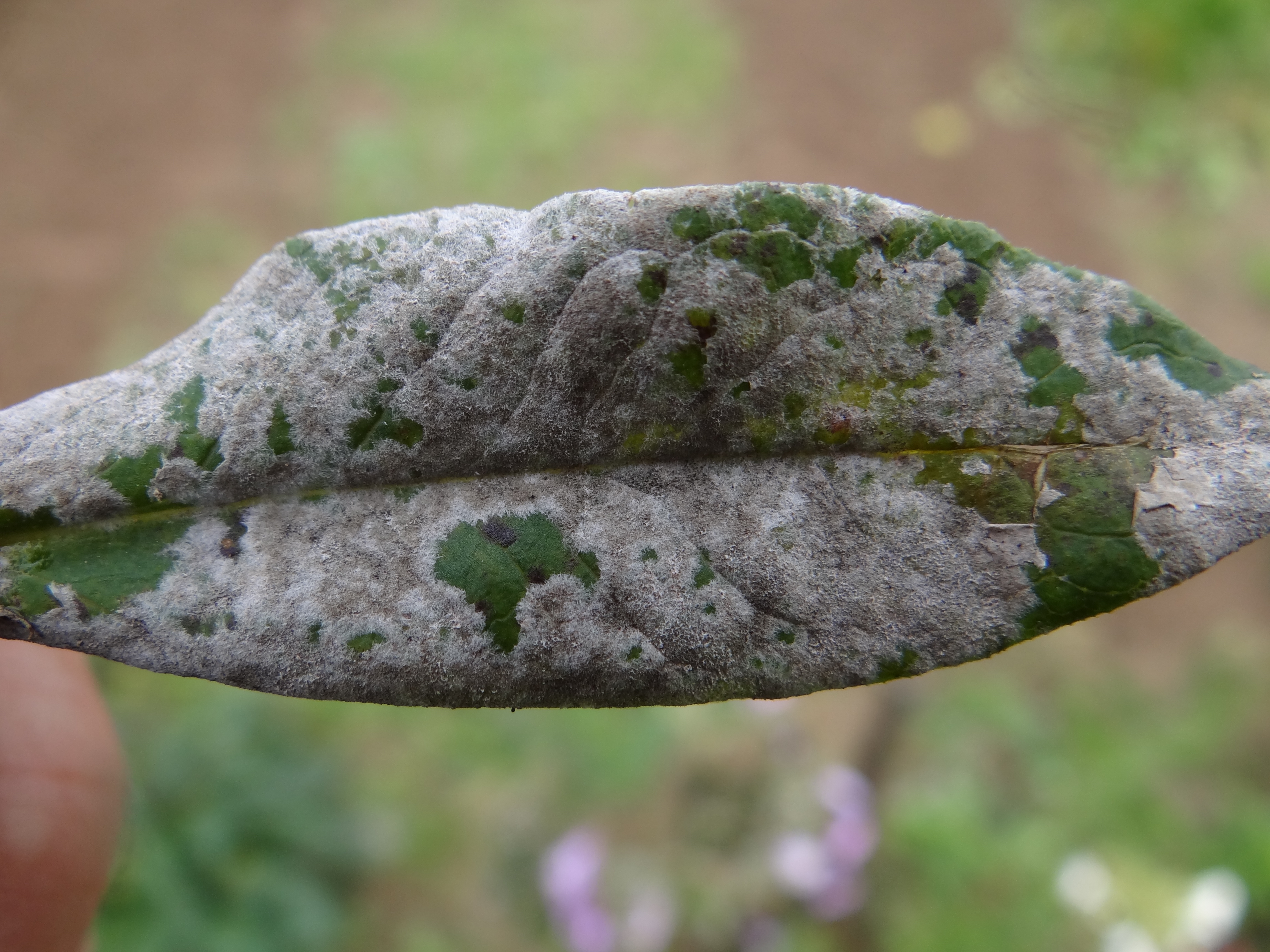
Mączniak prawdziwy na floksie

Mączniak prawdziwy (ang. powdery mildew) – grupa chorób roślin wywołana przez gatunki grzybów należące do rzędu mączniakowców (Erysiphales). Są to ektopasożyty. Ich grzybnia rozwija się głównie na powierzchni zaatakowanej rośliny. Do epidermy wnikają tylko jej ssawki, za pomocą których pobiera z rośliny żywicielskiej substancje pokarmowe i wodę. Charakterystycznym objawem wywoływanych przez mączniakowce chorób jest występowanie na powierzchni zaatakowanych roślin białego nalotu grzybni. Nalot ten składa się ze strzępek grzybni, konidioforów i wytwarzanych na nich bezpłciowo zarodników zwanych konidiami. Nalot mączniaka prawdziwego zmniejsza powierzchnię liścia oraz ogranicza proces fotosyntezy. Rośliny pokryte nalotem mączniakowców wyglądają jak posypane mąką i stąd nazwa tej choroby.
Infekcja choroby odbywa się podobnie, jak u większości grzybów podczas wilgotnej pogody, jednak mączniakowcom wystarczy do tego poranna rosa lub mgła. W odróżnieniu od większości chorób grzybowych natomiast rozwojowi mączniaków prawdziwych sprzyja sucha i słoneczna pogoda.

## Choroby
Wśród roślin uprawnych w Polsce występują następujące mączniaki prawdziwe:
- amerykański mączniak agrestu (Podosphaera mors-uvae)
- mączniak prawdziwy astra (Golovinomyces cichoracearum)
- mączniak prawdziwy astra chińskiego (Golovinomyces cichoracearum)
- mączniak prawdziwy baldaszkowatych (Erysiphe heraclei, Leveillula taurica)
- mączniak właściwy begonii (Erysiphe begoniicola)
- mączniak prawdziwy brzoskwini (Podosphaera pannosa)
- mączniak prawdziwy buraka (Erysiphe betae)
- mączniak prawdziwy chabra ( Golovinomyces cichoracearum)
- mączniak prawdziwy chmielu (Podosphaera macularis)
- mączniak prawdziwy cissusa (Oidium sp.)
- mączniak prawdziwy cyklamena (Oidium cyclaminis)
- mączniak prawdziwy cynerarii (Oidium sp.)
- mączniak prawdziwy dębu (Erysiphe alphitoides)[4]
- mączniak prawdziwy dyni oleistej (Golovinomyces cichoracearum)
- mączniak prawdziwy dyniowatych (Podosphaera fusca, Golovinomyces orontii)
- mączniak prawdziwy eustomy (Leveillula taurica)
- mączniak prawdziwy fikusa (Uncinula aspera)
- mączniak prawdziwy fiołka afrykańskiego (Oidium sp.)
- mączniak prawdziwy floksa (Erysiphe magnicellulata)
- mączniak prawdziwy gerbery (Golovinomyces cichoracearum)
- mączniak prawdziwy gipsówki (Oidium sp.)
- mączniak prawdziwy goździka (Oidium dianthi)
- mączniak prawdziwy grochu (Erysiphe pisi)[5]
- mączniak prawdziwy groszku pachnącego (Erysiphe trifolii)
- mącznik prawdziwy gryki (Erysiphe polygoni)
- mączniak prawdziwy hortensji (Pseudoidium hortensiae)
- mączniak prawdziwy jabłoni (Podosphaera leucotricha)[6]
- mączniak prawdziwy kasztanowca (Erysiphe flexuosa)[4]
- mączniak prawdziwy koniczyny (Erysiphe trifolii)
- mączniak prawdziwy krzyżowych (Erysiphe necator)
- mączniak prawdziwy leszczyny (Phyllactinia guttata)
- mączniak właściwy lilaka (Erysiphe syringae)
- mączniak prawdziwy lnianki (Erysiphe cruciferarum)
- mączniak prawdziwy lnu (Golovinomyces orontii)
- mączniak prawdziwy lucerny (Erysiphe pisi)
- mączniak prawdziwy lwiej paszczy (Golovinomyces cichoracearum)
- mączniak prawdziwy maku (Golovinomyces cichoracearum)
- mączniak prawdziwy maliny (Podosphaera macularis)
- mączniak prawdziwy motylkowatych (Erysiphe trifolii)
- mączniak prawdziwy nawłoci (Golovinomyces cichoracearum)
- mączniak prawdziwy nostrzyka (Erysiphe trifolii)
- mączniak prawdziwy omiega (Podosphaera fusca)
- mączniak prawdziwy ostróżki (Erysiphe aquilegiae)
- mączniak prawdziwy pomidora (Pseudoidium neolycopersici)
- mączniak właściwy przymiotna (Podosphaera fusca)
- mączniak prawdziwy różanecznika (Erysiphe azaleae)
- mączniak prawdziwy róży (Podosphaera pannosa)
- mączniak prawdziwy rzepaku (Erysiphe cruciferarum)
- mączniak prawdziwy skabiozy (Erysiphe knautiae)
- mączniak prawdziwy skorzonery (Golovinomyces cichoracearum)
- mączniak prawdziwy słonecznika (Golovinomyces cichoracearum)
- mączniak prawdziwy streptokarpusa (Oidium sp.)
- mączniak prawdziwy śliwy (Podosphaera tridactyla)
- mączniak prawdziwy tojadu (Erysiphe aquilegiae)
- mączniak prawdziwy traw (Blumeria graminis)
- mączniak prawdziwy truskawki (Podosphaera macularis)
- mączniak prawdziwy tytoniu (Golovinomyces cichoracearum)
- mączniak prawdziwy wierzby (Erysiphe adunca)
- mączniak prawdziwy winorośli (Erysiphe necator)
- mączniak prawdziwy wyki (Erysiphe pisi)
- mączniak prawdziwy ziemniaka (Golovinomyces cichoracearum)
- mączniak prawdziwy zbóż i traw (Blumeria graminis).

Wykaz nazw chorób na podstawie pracy „Polskie nazwy chorób roślin uprawnych” (bez przypisów). Pozostałe nazwy oznaczone przypisami.

## Ochrona
Mączniakom prawdziwym można częściowo zapobiec przez usuwanie i palenie porażonych części roślin. Gdy pojawią się na roślinie są trudne do zwalczenia. Stosuje się w tym celu opryskiwanie za pomocą niektórych fungicydów przeznaczonych do zwalczania mączniaków prawdziwych. Są to związki siarki, triazolowe, pirymidynowe i inne. Opryskiwanie jest skuteczne tylko wtedy, gdy rozpocznie się go zaraz przy pierwszych objawach choroby, gdy choroba jest już rozwinięta ochrona chemiczna jest mało skuteczna. W przyszłym sezonie wegetacyjnym należy opryskiwać profilaktycznie, jeszcze przed pojawieniem się objawów choroby. Przy uprawie niektórych gatunków roślin (np. róż) najlepszych rozwiązaniem jest sadzenie odmian odpornych.
Istnieje inna grupa chorób również zwana mączniakami. Są to mączniaki rzekome wywoływane przez lęgniowce.